# Farquhar
Farquhar – atol w archipelagu Farquhar na Seszelach, jest częścią Wysp Zewnętrznych, leży około 770 km od wyspy Mahé i jest najbardziej na południe wysuniętą częścią Seszeli.
Odkryty został w roku 1501 przez portugalskiego podróżnika João da Nova. Od roku 1965, do niepodległości Seszeli w 1976 wchodził w skład Brytyjskiego Terytorium Oceanu Indyjskiego. Farquhar jest sławny z wysokich, sięgających do ponad 10 m wydm.
Atol składa się z następujących obszarów:
- Île du Nord – znajduje się tu mała osada
- Île du Sud
- Manaha Îles
  - Manaha Nord
  - Manaha Milieu
  - Manaha Sud
- Goelettes
- Trois Îles
  - Lapin
  - Île de Milieu
  - Depose
- Bancs de Sable